# SPYDER
A SPYDER  („Surface-to-air Python and Derby”) egy kis és közepes hatótávolságú légvédelmirakéta-rendszer, amelyet az izraeli RAFAEL vállalat fejleszt és gyárt. A rendszer az infravörös rávezetést alkalmazó Python 5 és az aktív radaros rávezetésű Derby légiharc-rakétákra épül, azok földfelszíni indítású változata adja a SPYDER fegyverzetét.
A SPYDER rendszer négy fő változatba érhető el:
A SPYDER-SR és SPYDER-ER 360°-os ferde kilövő rakétarendszerek gyors reakciót, indítás előtti ráfogási (LOBL) és indítás utáni ráfogási (LOAL) képességeket biztosítanak, miközben a védelem hatósugarát kibővítik: 40 km-es körzetben támadhat légi célokat. 
A SPYDER-MR és a SPYDER-LR közepes és hosszú hatótávolságú célelfogást tesz lehetővé függőleges kilövés illetve egy további gyorsító rakétafokozata révén. A rendszer hatósugara elérheti a 80 km-t. A felderítésre az ELM-2084 radart használó nagy hatótávolságú SPYDER rendszer harctéri hatótávolságú ballisztikus rakéták elfogására is alkalmas a gyártó szerint.
Mindkét rendszer lehetővé teszi a 360°-os körkörös lefedettséget, a gyors reakciót:  cél azonosítása és ellenségesnek nyilvánítása után másodperceken belül indulhat az első rakéta. A SPYDER rendszer minden időjárási viszonyok között alkalmazható, egyidejűleg akár több célt is támadhat és hálózatközpontú képességeket is biztosít. A SPYDER rendszerek fejlett ECCM képességekkel rendelkeznek, valamint vezeték nélküli adatkapcsolati kommunikációt használnak. Radarhasználata nélkül, elektrooptikai célfelderítést alkalmazva is bevethetők a SPYDER rakétái.

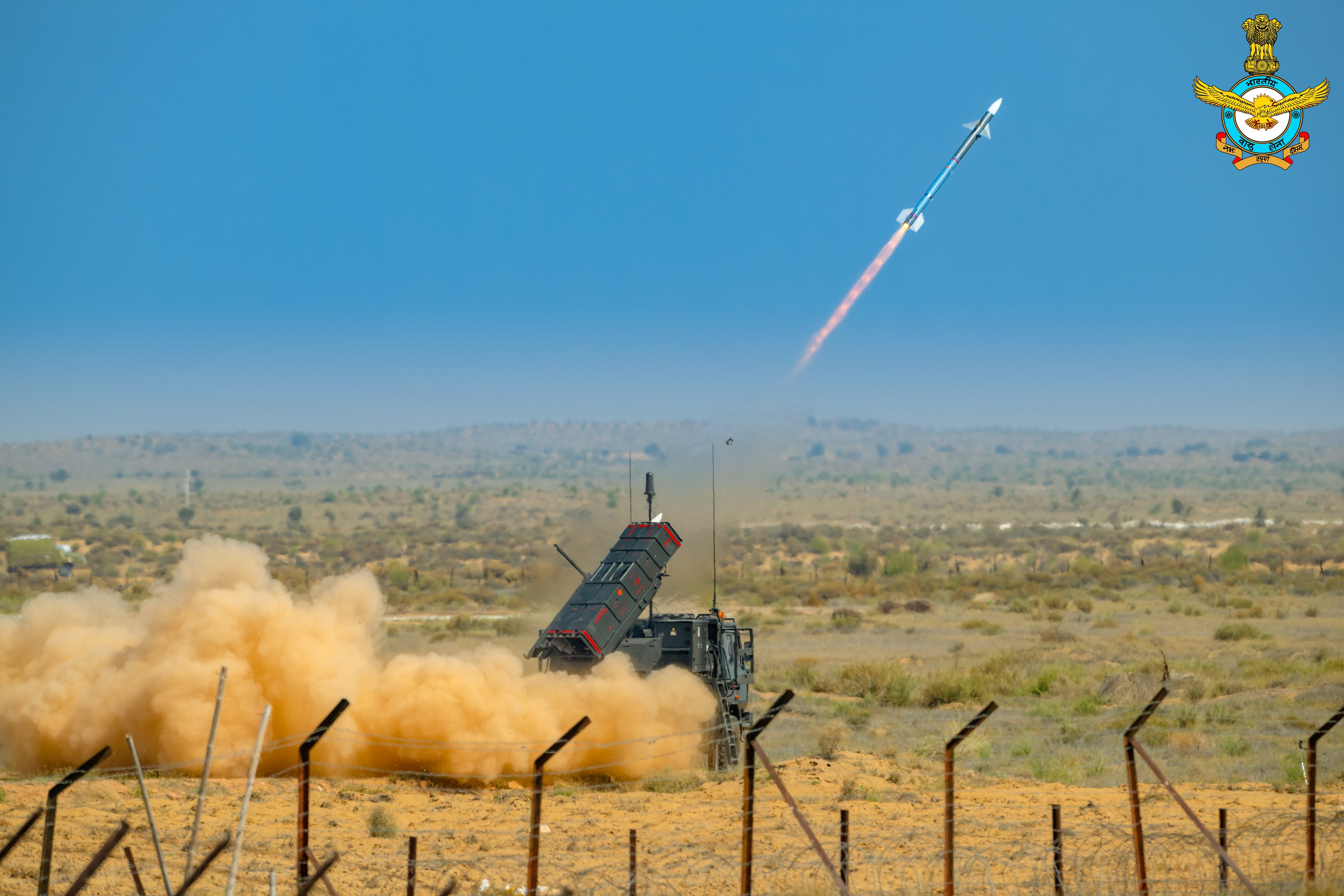
Derby rakéta indítása
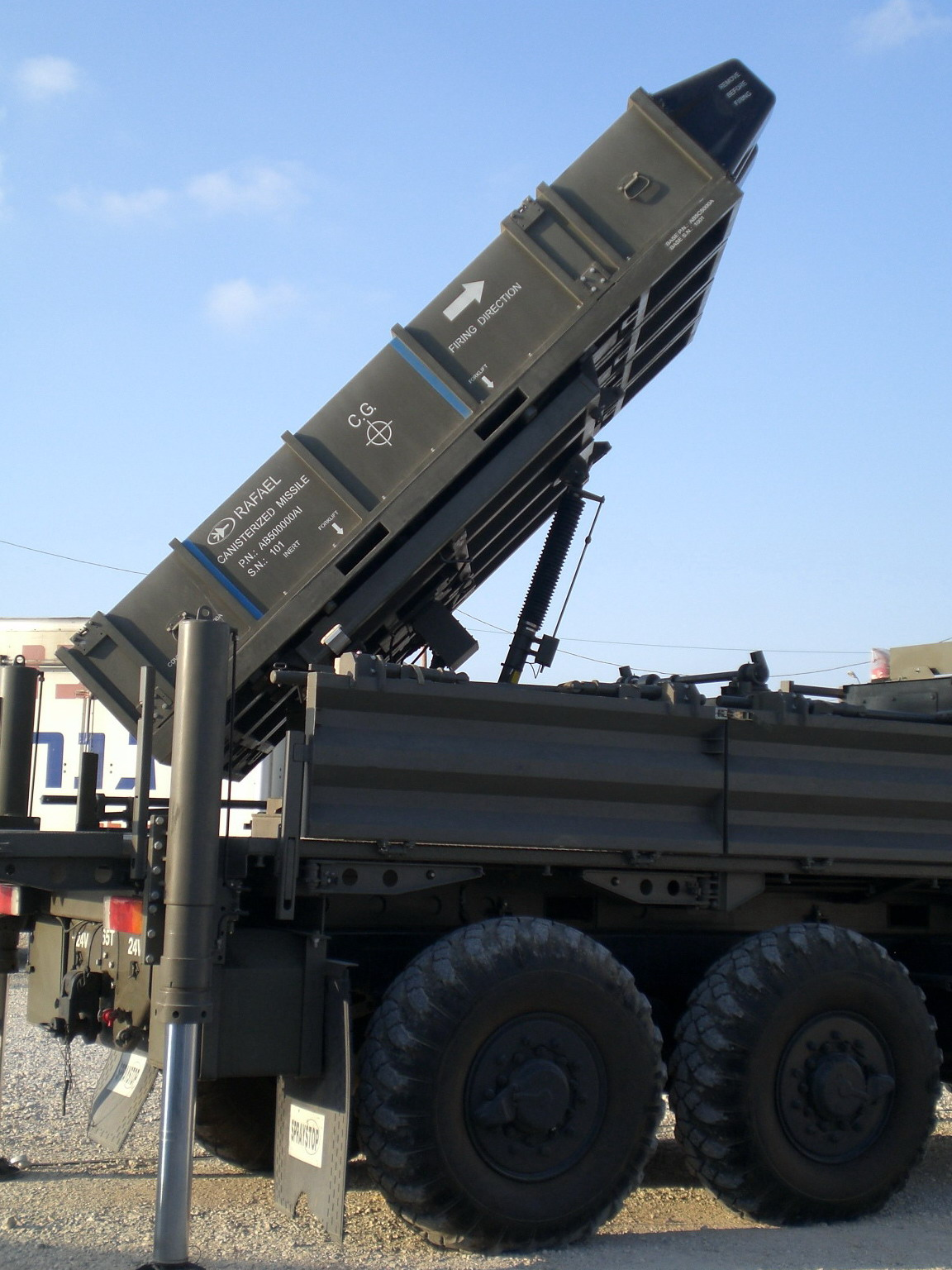
SPYDER indító konténerei
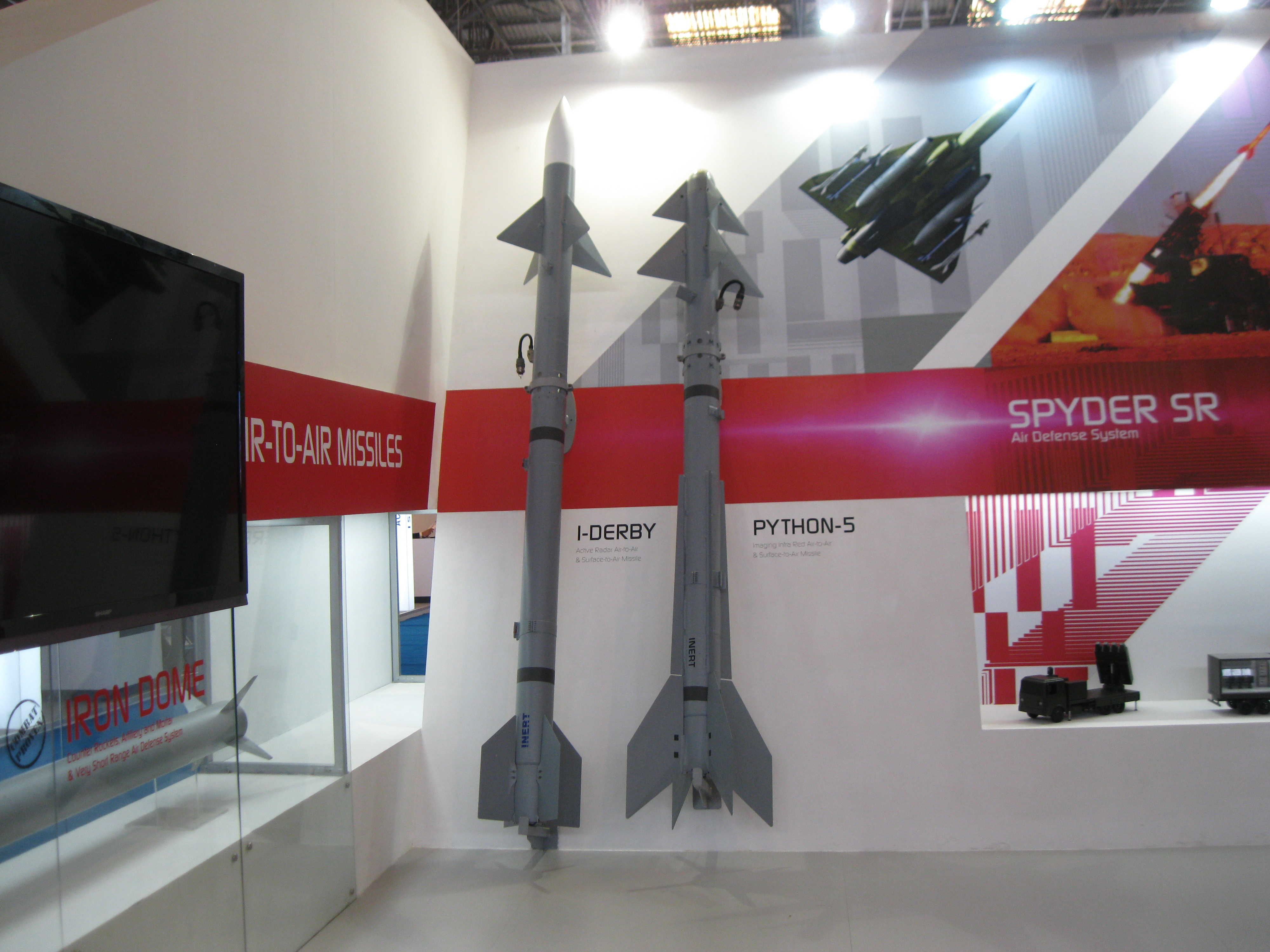
A SPYDER két „alaprakétája”: a Derby és Pyhton-5